# Pantograf (promet)
Pantograf je uređaj nalik na istoimenu crtaću napravu, smješten na krovu elektromotornoga vozila (na primjer lokomotive) koji služi za priključak na zračni električni vod.
Za razliku od trole i lire, koji se mogu koristiti samo u jednom smjeru (unazad od smjera vožnje), pantograf je naprava koja kombinira način dodira trenja sa škarastom mehanikom. On se pomoću opruge čvrsto pritišće prema gore. Postoje i laktasti pantografi, koji su novijeg razvoja. Elastičniji su i jednostavnije konstrukcije.
Za željeznice velike brzine se koristi isključivo pantograf kao oduzimač električne struje. Zbog velike brzine, potrebno je jače napeti kontaktnu mrežu (teži utezi) i povećati pritisak pantografa na nju. Dolazi do većih vibracija prvi velikim brzinama, te bi moglo doći do gubljenja dodira (kontakta) pantografa i kontaktne mreže. To bi izazivalo iskrenje. Također, veća napetost je potrebna, jer bi inače silovite vibracije i sile mogle dovesti to kidanja mreže. Obično se kod ove izvedbe vlakova koristi laktasti pantograf, i najčešće po jedan po cijeloj kompoziciji vlaka, baš zbog velikih sila. Ostatak vlaka se opskrbljuje visokonaponskim kabelima, koji vode od pantografa uzduž vlaka. Vlak Eurostar je iznimka, i ima dva pantografa. To je moguće zbog njegove velike dužine, i zato što je građen simetrično, pa se može rastaviti u dva poluvlaka u slučaju nužde u Eurotunelu.